# Black Butler/Episodenliste
Black Butler ist eine japanische Animeserie, die von dem jungen Ciel  Phantomhive handelt. Dieser ist der Wachhund der Königin im viktorianischen England und dient ihrer Majestät. Unterstützt wird er durch einen dämonischen Butler, der ihm treu ergeben ist, bis dieser ihm am Ende die Seele raubt. Denn mit dem Dämon hat er einen Handel abgeschlossen: seine Seele im Austausch für Rache an denjenigen, die seine Eltern in einem Feuersturm umgebracht haben.

## Staffel 1
Die erste Staffel handelt von Earl Ciel Phantomhive, der den Tod seiner Eltern – und damit auch den Verrat an den Phantomhives mithilfe eines Teufels in Butler-Gestalt rächen möchte. Außerdem dient er der Königin. Am Ende hat er seine Rache bekommen, wonach der Dämon Sebastian seine Seele verschlingen wird, wie im Vertrag abgemacht.
| Folge | Deutscher Titel                      | Englischer Titel             | Ausstrahlung |
| ----- | ------------------------------------ | ---------------------------- | ------------ |
| 1     | Sein Butler ist talentiert           | His Butler, Talented         | 002.10.2008  |
| 2     | Sein Butler, der Stärkste            | His Butler, Strongest        | 009.10.2008  |
| 3     | Sein Butler, der Allmächtige         | His Butler, Almighty         | 016.10.2008  |
| 4     | Sein Butler, der Wunderliche         | His Butler, So Unpredictable | 023.10.2008  |
| 5     | Sein Butler, schicksalhaftes Treffen | His Butler, Change Metting   | 030.10.2008  |
| 6     | Sein Butler, auf dem Begräbnis       | His Butler, At the Funeral   | 006.11.2008  |
| 7     | Sein Butler, auf Reisen              | His Butler, In Pleasure      | 013.11.2008  |
| 8     | Sein Butler, dressiert               | His Butler, Tamer            | 020.11.2008  |
| 9     | Sein Butler, ein Trugbild            | His Butler, in an Illusion   | 027.11.2008  |
| 10    | Sein Butler, auf Eis                 | His Butler, On Ice           | 004.12.2008  |
| 11    | Sein Butler, was auch immer          | His Butler, Whatever         | 011.12.2008  |
| 12    | Sein Butler, verlassen               | His Butler, Lonely           | 018.12.2008  |
| 13    | Sein Butler, ein Schmarotzer         | His Butler, Dependent        | 025.12.2008  |
| 14    | Sein Butler, außergewöhnlich         | His Butler, Well, known      | 015.01.2009  |
| 15    | Sein Butler, im Wettkampf            | His Butler, Competes         | 022.01.2009  |
| 16    | Sein Butler, isoliert                | His Butler, Alone            | 029.01.2009  |
| 17    | Sein Butler, anbietend               | His Butler, Dedicates        | 005.02.2009  |
| 18    | Sein Butler, Übertragung             | His Butler, Transfers        | 012.02.2009  |
| 19    | Sein Butler, Gefangenschaft          | His Butler, Jailed           | 019.02.2009  |
| 20    | Sein Butler, Flucht                  | His Butler, Escapes          | 026.02.2009  |
| 21    | Sein Butler, Diener                  | His Butler, Hires            | 005.03.2009  |
| 22    | Sein Butler, Abbruch                 | His Butler, Cancels          | 012.03.2009  |
| 23    | Sein Butler, im Feuer                | His Butler, Admires          | 019.03.2009  |
| 24    | Sein Butler, fließend                | His Butler, Passing          | 026.03.2009  |

## Staffel 2
Ein anderer Dämon hat die Seele des Ciel Phantomhives gestohlen. Also konnte Sebastian seine Seele nicht verschlingen. Er stiehlt die Seele zurück, aber jetzt kann Ciel Phantomhive sich nicht an die Rache erinnern, die Seele wurde also wertlos. Also muss Ciel noch einmal Rache nehmen. Währenddessen versucht der andere Dämon weiterhin seine Seele zu stehlen. Alois Trancy der Herr des Dämons Claude Faustus missfällt dies, also befiehlt er einer Dämonin Hanna-Anna Fallows Earl Phantomhive zu einem Dämon zu machen, damit keiner der beiden Dämonen seine Seele verschlingen kann. Am Ende muss Sebastian Ciel Phantomhive auf ewig dienen.
| Folge | Staffelfolge | Deutscher Titel              | Englischer Titel  | Erstausstrahlung |
| ----- | ------------ | ---------------------------- | ----------------- | ---------------- |
| 25    | 1            | Der schwarze Butler          | Clawed Butler     | 002.07.2010      |
| 26    | 2            | Der einzig wahre Butler      | Solo Butler       | 009.07.2010      |
| 27    | 3            | Der weibliche Butler         | Wench Butler      | 016.07.2010      |
| 28    | 4            | Der terroristische Butler    | Terrorist Butler  | 023.07.2010      |
| 29    | 5            | Der glänzende Butler         | Beacon Butler     | 030.07.2010      |
| 30    | 6            | Der Abendtau-Butler          | Bedwed Butler     | 006.08.2010      |
| 31    | 7            | Der mörderische Butler       | Deathly Butler    | 013.08.2010      |
| 32    | 8            | Der sich offenbarende Butler | Divulging Butler  | 020.08.2010      |
| 33    | 9            | Der leere Butler             | Hollow Butler     | 027.08.2010      |
| 34    | 10           | Der Butler ohne Herr         | Zero Butler       | 003.09.2010      |
| 35    | 11           | Der Butler am Scheideweg     | Crossroads Butler | 010.09.2010      |
| 36    | 12           | Black Butler                 | Black Butler      | 017.09.2010      |

## Staffel 3
Spielt zeitlich nach Folge 15 der ersten Staffel, jedoch vor Folge 16. Ein Zirkus stiehlt Kinder und Ciel Phantomhive muss sie aufhalten. Dies tut er dann auch, indem er sie alle umbringt, zusammen mit dessen Herrn.
| Folge | Staffelfolge | Deutscher Titel                | Englischer Titel                                | Erstausstrahlung |
| ----- | ------------ | ------------------------------ | ----------------------------------------------- | ---------------- |
| 37    | 1            | Sein Butler – präsentiert      | Book of Circus: His Butler, Presenting          | 011.07.2014      |
| 38    | 2            | Sein Butler – in der Manege    | Book of Circus: His Butler, Taking the Stage    | 018.07.2014      |
| 39    | 3            | Sein Butler – wird angestellt  | Book of Circus: His Butler, Hired               | 025.07.2014      |
| 40    | 4            | Sein Butler – Kollegen         | Book of Circus: His Butler, Colleague           | 001.08.2014      |
| 41    | 5            | Sein Butler – fliegt           | Book of Circus: His Butler, Taking Flight       | 008.08.2014      |
| 42    | 6            | Sein Butler – verhandelt       | Book of Circus: His Butler, Liaison             | 015.08.2014      |
| 43    | 7            | Sein Butler – pflegt liebevoll | Book of Circus: His Butler, Careful Tending     | 022.08.2014      |
| 44    | 8            | Sein Butler – grinst höhnisch  | Book of Circus: His Butler, Sneering            | 029.08.2014      |
| 45    | 9            | Sein Butler – sehr gelassen    | Book of Circus: His Butler, Serene              | 005.09.2014      |
| 46    | 10           | Sein Butler – führt aus        | Book of Circus: His Butler, Fulfilling His Duty | 012.09.2014      |

## Staffel 4
Das prestigeträchtige Weston College entzieht sich jeglicher staatlicher Kontrolle. Als dort Schüler verschwinden, wird Ciel Phantomhive von Königin Victoria beauftragt, vor Ort Nachforschungen anzustellen. Zusammen mit seinem Butler Sebastian infiltriert er die Schule, um die Geheimnisse der Institution aufzudecken.
| Folge | Staffelfolge | Deutscher Titel                | Erstausstrahlung |
| ----- | ------------ | ------------------------------ | ---------------- |
| 47    | 1            | Sein Butler – in der Schule    | 13.04.2024       |
| 48    | 2            | Sein Butler – getarnt          | 20.04.2024       |
| 49    | 3            | Sein Butler – intrigierend     | 27.04.2024       |
| 50    | 4            | Sein Butler – konferierend     | 04.05.2024       |
| 51    | 5            | Sein Butler – erhält Zugang    | 11.05.2024       |
| 52    | 6            | Sein Butler – Kniffe anwendend | 18.05.2024       |
| 53    | 7            | Sein Butler – im Endkampf      | 25.05.2024       |
| 54    | 8            | Sein Butler – schließt ab      | 01.06.2024       |
| 55    | 9            | Sein Butler – lacht            | 08.06.2024       |
| 56    | 10           | Sein Butler – billigt          | 15.06.2024       |
| 57    | 11           | Sein Butler – hebt ab          | 22.06.2024       |

## Staffel 5
In Süddeutschland sterben Menschen unter mysteriösen Umständen, nachdem sie den sogenannten „verfluchten“ Wald der Werwölfe betreten haben. Da die Angelegenheit Königin Victoria sehr beunruhigt, machen sich Ciel Phantomhive und dessen Butler Sebastian auf, dem Rätsel nachzugehen.
| Folge | Staffelfolge | Deutscher Titel             | Erstausstrahlung |
| ----- | ------------ | --------------------------- | ---------------- |
| 58    | 1            | Sein Butler – erkundet      | 05.04.2025       |
| 59    | 2            | Sein Butler – schlägt Alarm | 12.04.2025       |
| 60    | 3            | Sein Butler – wird versetzt | 19.04.2025       |
| 61    | 4            | Sein Butler – dient         | 26.04.2025       |
| 62    | 5            | Sein Butler – steigt hinab  | 03.05.2025       |
| 63    | 6            | Sein Butler – verzweifelt   | 10.05.2025       |
| 64    | 7            | Sein Butler – ermuntert     | 17.05.2025       |
| 65    | 8            | Sein Butler – tobt          | 24.05.2025       |
| 66    | 9            | Sein Butler – begegnet      | 31.05.2025       |
| 67    | 10           | Sein Butler – räumt auf     | 07.06.2025       |
| 68    | 11           | Sein Butler – ungewiss      | 14.06.2025       |
| 69    | 12           | Sein Butler – sucht auf     | 21.06.2025       |
| 70    | 13           | Sein Butler – untergetaucht | 28.06.2025       |

## Original Video Animation
Als Original Video Animation (OVA) wurden ausschließlich zur Veröffentlichung für den Videomarkt produziert:
| Folge | Englischer Titel               | Erstausstrahlung |
| ----- | ------------------------------ | ---------------- |
| 1     | That Butler, Performer         | 030.09.2009      |
| 2     | Ciel in Wonderland Part 1      | 027.10.2010      |
| 3     | Welcome to the Phantomhive’s   | 024.11.2010      |
| 4     | The Making of Kuroshitsuji II  | 026.01.2011      |
| 5     | Ciel in Wonderland Part 2      | 023.02.2011      |
| 6     | The Tale of Will the Shinigami | 027.04.2011      |
| 7     | Spiders Intention              | 025.05.2011      |